# دوسر جديد
دوسر جديد (الاسم العلمي:Aegilops nova) هي نوع نباتي يتبع جنس الدوسر من الفصيلة النجيلية. 